# Christen Raunkiær
Christen Christiansen Raunkiær, född 29 mars 1860 på Raunkiær gård i Lyne socken nära Ringkøbing, död 11 mars 1938, var en dansk botaniker. Han var gift med Ingeborg Marie Raunkiær.
Raunkiær, som var bondson, blev student 1879, avlade magisterkonferens i naturvetenskapliga ämnen 1885, blev 1893 assistent vid Botanisk Museum i Köpenhamn, 1900 lärare vid statens lärarhögskola och slutligen 1908 docent vid Köpenhamns universitet. År 1912 efterträdde han Eugen Warming som professor i botanik och föreståndare för Botanisk Have. Han blev 1902 ledamot av Videnskabernes Selskab och 1931 av Vetenskapsakademien i Stockholm. 
Raunkiær utgav Dansk ekskursionsflora (1890) och De danske blomster planters naturhistorie (I, 1895–1897), men var från 1903 särskilt upptagen av att finna ett sätt att bestämma ett större eller mindre landområdes "växtklimat" i förhållande till växternas "livsformer" och redogjorde för sina undersökningar härom i en serie avhandlingar, främst i "Botanisk Tidsskrift", bland annat Planterigets livsformer (1907) och Livsformernes statistik (1908).